# Kiang East
Kiang East é um distrito da Gâmbia.